# Національна бібліотека імені Ахмет-Закі Валіді
Національна бібліотека імені Ахмет-Закі Валіді Республіки Башкортостан (башк. Әхмәтзәки Вәлиди исемендәге милли китапхана) знаходиться в Уфі на вулиці Леніна в Кіровському районі.

## Історія
Бібліотека відкрита 9 червня 1921 р. як Центральна наукова бібліотека Башкирської АРСР. Її фонд налічував тоді близько 17 600 книг. У 1925 р. стала називатися Державною науковою бібліотекою Башкирської АРСР. У 1933 р. розширена за рахунок злиття з Центральною мусульманською бібліотекою, а в 1936 р. до її складу увійшла Центральна масова бібліотека імені М. Горького, і стала називатися Республіканською бібліотекою Башкирської АРСР. У 1960 р. бібліотеку назвали на честь Н. К. Крупської. В 1988 р. філіями бібліотеки стали республіканські дитяча та юнацька бібліотеки. У 1992 р. бібліотека знову перейменована в Національну бібліотеку імені Ахмет-Закі Валіді Республіки Башкортостан.

## Бібліотека сьогодні
До складу бібліотеки входять 27 відділів і 2 сектори, які розташовуються в 4 будинках.
Фонд бібліотеки налічує понад 3,3 млн видань з різних галузей знань. Крім сучасних видань, бібліотека має також старовинні та рукописні книги. Бібліотека передплачує до 600 найменувань журналів і газет.
Бібліотека займається також просвітницькою діяльністю: регулярно проводить виставки-експозиції на різні теми, в тому числі виїзні.